# Reid Miles
Reid Miles (* 4. Juli 1927 in Chicago; † 2. Februar 1993 in Los Angeles) war ein US-amerikanischer Designer/Grafiker, der ab den frühen 1950er-Jahren in New York arbeitete. Große Bekanntheit erlangte er mit seinen Arbeiten für das Jazzlabel Blue Note Records, für das er in 15 Jahren rund fünfhundert Plattencover entwarf und so einen unauslöschlichen Eindruck auf das Design des 20. Jahrhunderts hinterließ.
Anders als die heutigen CD-Hüllen gab die Fläche eines Langspielplattencovers einem Designer wie Miles eine ausreichend große Leinwand ab, die er hervorragend nutzen konnte. Er kombinierte Fotografie, Farbgebung und Typografie wie es vorher noch nie jemand gesehen hatte und verkörperte mit dieser abstrakten, nach Innovation suchenden Symbolik auf elegante Weise die „Coolness“ der in den Hüllen enthaltenen Musik.
Miles arbeitete eng mit dem Mitinhaber von Blue Note und Fotografen Francis Wolff zusammen, der ihm – häufig auf der Straße aufgenommene – Bilder der Jazzmusiker lieferte. Miles schnitt diese sehr eng zu und verwendete sie entweder sehr groß oder sehr klein, platzierte sie in ungewöhnlichen Winkeln auf der Fläche und kombinierte sie mit großen, dicken Farbblöcken. Dazu fügte der Künstler, der ein gutes Auge für Schriftarten hatte, meist große, serifenlose Blockbuchstaben hinzu, die er damals wahrscheinlich in Metall gegossen und fotografisch vergrößert oder verkleinert hat.
Erstaunlicherweise gefiel Miles Jazzmusik nicht besonders – er bevorzugte klassische Musik. Miles hörte sich die Aufnahmen nie an, sondern zog seine Inspiration aus den Unterhaltungen mit Alfred Lion, dem Gründer von Blue Note Records.

## Veröffentlichung
- Typomundus 20. Ein Projekt des Internationalen Institutes der typografischen Künste (ICTA), Reinhold Publishing Corporation New York, Studio Vista Ltd. London, Otto Maier Verlag Ravensburg, 1966, o. S.

## Einzelbelege
1. ↑  Reid Miles; Designed Album Covers, TV Ads. In: Los Angeles Times vom 12. Februar 1993.

| Personendaten    | Personendaten                       |
| ---------------- | ----------------------------------- |
| NAME             | Miles, Reid                         |
| KURZBESCHREIBUNG | US-amerikanischer Designer/Grafiker |
| GEBURTSDATUM     | 4. Juli 1927                        |
| GEBURTSORT       | Chicago                             |
| STERBEDATUM      | 2. Februar 1993                     |
| STERBEORT        | Los Angeles                         |